# Steven Universe
Steven Universe es una serie de televisión estadounidense, en formato de animación, creada por Rebecca Sugar para Cartoon Network. Narra la historia de un niño llamado Steven, que vive en el pueblo ficticio de Beach City junto a tres guerreras alienígenas con superpoderes: Garnet, Amatista y Perla. A lo largo de los episodios, Steven aprenderá a controlar los poderes de su gema de cuarzo rosa heredados de su madre y ayudará al resto de gemas en las misiones para defender a la humanidad.
Fue estrenada el 4 de noviembre de 2013 en Estados Unidos y es la primera producción de Cartoon Network que ha sido creada por una mujer. En América Latina comenzó a emitirse el 7 de abril de 2014, mientras que en España lo hizo el 31 de mayo de 2014. Anteriormente a Steven Universe, Sugar había sido guionista gráfica y productora en Adventure Time.
La serie consta de cinco temporadas con un total de 160 episodios, una película estrenada en septiembre de 2019, y una serie limitada, Steven Universe Future, que sirve de epílogo de la saga.
Steven Universe ha sido valorada por su diseño artístico, la música, la complejidad de los personajes, la importancia del género femenino y la creación de un amplio universo de ciencia ficción. En 2019 fue galardonada con un premio Peabody y un premio GLAAD, ambos en la categoría de «mejor programa infantil y juvenil». También ha sido nominada en cuatro ocasiones al Premio Emmy en la categoría de «mejor episodio corto de animación».

## Historia
La creadora de Steven Universe es Rebecca Sugar, una dibujante con formación en la Escuela de Artes Visuales de Nueva York. En 2009 recaló en Cartoon Network gracias a Pendleton Ward, responsable de Adventure Time, quien la contrató para supervisar los guiones gráficos. 
A partir de la segunda temporada fue ascendida a guionista y asumió tanto labores de producción como la composición de canciones. El éxito de crítica de algunos de sus episodios como «It Came From the Nightosphere», «Fionna and Cake» y «What Was Missing» motivó que la cadena le ofreciese presentar un proyecto de serie de animación en septiembre de 2012.
Rebecca guionizó y dibujó el proyecto de Steven Universe en marzo de 2013, al mismo tiempo que trabajaba en el capítulo «Simon & Marcy», su última aparición en Adventure Time.
La idea de la serie surgió de una historia autoconclusiva de la autora, Ballad of Margo and Dread, sobre un niño sensible que ayuda a adolescentes incapaces de verbailizar sus problemas.

### Desarrollo
Rebecca guionizó y dibujó el proyecto de Steven Universe en marzo de 2013, al mismo tiempo que trabajaba en el capítulo «Simon & Marcy», su última aparición en Adventure Time.
Para el episodio piloto, de siete minutos de duración, contó con la dirección de Genndy Tartakovsky. Aunque se filtró a internet el 21 de mayo, el estreno oficial fue el 20 de julio del mismo año. Ese debut desvelaba algunos detalles de la trama y cómo serían sus protagonistas, con un diseño y estilo algo diferentes a los actuales. A la semana siguiente la cadena presentó este proyecto en la Comic-Con de San Diego, junto con las también confirmadas Clarence y Uncle Grandpa.
Cartoon Network estrenó los dos primeros episodios de Steven Universe el 4 de noviembre de 2013, convirtiéndose en la primera serie del canal dirigida por una mujer. En un principio se habían contratado solo 13 episodios, aunque la cadena amplió el encargo a 26 y después a una temporada larga de 52. El resto de temporadas están compuestas por 26 capítulos, salvo la quinta que ha llegado a sumar 32. El éxito de crítica y público ha motivado que la serie haya sido ampliada hasta la quinta temporada.
El 2 de septiembre de 2019, Cartoon Network estrenó una película basada en la serie, Steven Universe: La película. Y el 7 de diciembre del mismo año se estrenaron los primeros episodios de Steven Universe Future, una serie limitada de la misma autora que funciona como epílogo de la historia.

## Personajes
En Steven Universe los protagonistas son las «Gemas de Cristal», unas guerreras extraterrestres con forma humanoide que usan los poderes de sus gemas, cada una con armas y habilidades mágicas propias, para proteger al mundo de cualquier amenaza. Steven es un niño con una gema incrustada en el ombligo que ha heredado de su fallecida madre Rose Quartz, la líder del grupo. 
Mientras Steven aprende a utilizar los poderes de su piedra, vive con las tres Gemas de Cristal que aún quedan en la Tierra y les ayuda en sus misiones. Todas ellas tienen personalidades diferentes: Garnet (fuerte e intuitiva), Amatista (bromista y alocada) y Perla (perfeccionista y protectora). Otros personajes secundarios importantes son Greg Universe, padre de Steven, Connie Maheswaran, su mejor amiga y, Rose, madre de Steven. En temporadas posteriores aparecen otras gemas como Lapislázuli, Peridot, Bismuto y Jaspe.

## Argumento y temáticas
Rose, Garnet, Amatista y Perla fueron las supervivientes de una antigua civilización interestelar, obligada a abandonar su hogar natal hace milenios y que mantiene su base en Beach City (Ciudad Playa en el doblaje de Hispanoamérica), donde nació Steven, mitad humano y mitad gema. La mayoría de enemigos a los que se enfrentan, ya sean de otros mundos o en la Tierra, son otras Gemas que suponen una amenaza para el universo, por lo que casi todas las aventuras son sobrenaturales. A lo largo de la primera temporada se desvela una trama compleja, que explica sucesos de los protagonistas en general y de las heroínas en particular, en su lucha por salvar a la humanidad.
Steven Universe cubre un amplio espectro de temas, incluyendo recuentos de la vida, un examen de las dinámicas familiares no convencionales, referencias a la comunidad LGBT, homenajes a la cultura popular y una visión completa sobre los superhéroes, tanto en la vertiente occidental como desde el género japonés de magical girl.
A diferencia de otras series de Cartoon Network que exploran la complejidad de los personajes desde su madurez (como Adventure Time o Regular Show), esta serie afronta el crecimiento personal desde la inocencia de la infancia, pues muchas de las situaciones que se dan ocurren antes de que Steven naciese.
En los episodios son habituales las referencias a series de anime (Sailor Moon, Utena, Dragon Ball, One Piece, Evangelion y Akira), videojuegos, programas de televisión, música, literatura e incluso memes.

## Producción

### Guion

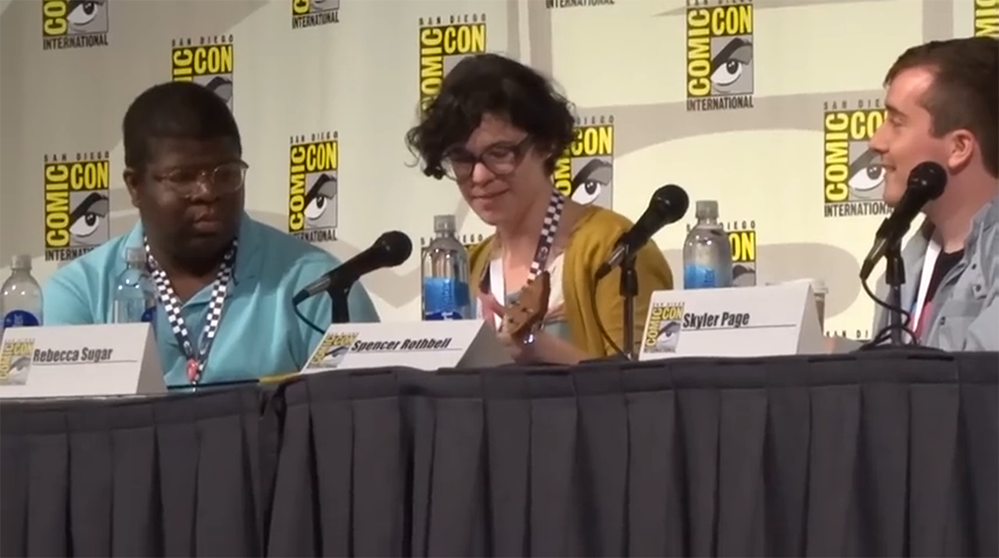
Panel de Steven Universe en la Comic-Con de 2014. De izquierda a derecha: Ian Jones-Quartey, Rebecca Sugar y Spencer Rothbell, guionista de Clarence.

La clasificación por edad de Steven Universe en Estados Unidos es TV-PG (supervisión paternal) y el argumento está diseñado para todos los públicos. Como productora ejecutiva, Rebecca Sugar se encarga de todos los aspectos como diseño, animación y sonido, pero delega buena parte del trabajo en los guionistas gráficos. El guion se entrega a los supervisores de la cadena, quienes se lo devuelven con anotaciones y sugerencias para mejorarlo. 
Todas las historias suceden desde el punto de vista del joven Steven. El personaje principal está inspirado en el hermano menor de Rebecca, Steven Sugar, que trabaja con ella como miembro del equipo de dibujantes de fondos. En una entrevista para The New York Times, Rebecca expresó que el desarrollo del protagonista en la serie refleja una etapa de la vida «donde te sientes cómodo porque todos te prestan atención, pero también quieres crecer y dejar de ser el hermano menor». Esto se deja notar tanto en el descubrimiento de sus poderes como en la relación con el resto de personajes.
Los escenarios de Steven Universe también se basan en la vida de la autora. La ficticia Beach City, el lugar costero donde viven los protagonistas, es una recreación de los pueblos de Rehoboth Beach, Bethany Beach y Dewey Beach en Delaware, donde la familia de Sugar pasaba las vacaciones.
Uno de los aspectos más importantes de Steven Universe es la importancia de la mujer dentro de la historia. Todas las Gemas de Cristal tienen género femenino, y la mayoría de personajes relevantes (excepto Steven y Greg) son mujeres. Rebecca asegura que desde el primer momento quería «romper y jugar con la semiótica del género en la animación infantil» porque considera absurdo que los programas para niños y niñas deban estar diferenciados. «Disfrutaba los programas claramente orientados a niños cuando era pequeña y sé que lo mismo pasa al revés. Así que, ¿por qué no hacer algo que todos puedan ver?».

### Animación
La producción de Steven Universe se realiza en la sede de Cartoon Network Studios en Burbank (California). El equipo está liderado por la propia Rebecca Sugar como productora ejecutiva e incluye dibujantes, guionistas gráficos (storyboard), entintadores y diseñadores de personajes, muchos de los cuales ya habían trabajado con ella en otras series del canal. El actual director de arte es Ricky Cometa y el de animación es Nick DeMayo. Ian Jones-Quartey fue productor ejecutivo en las tres primeras temporadas. 
En cada episodio se desarrolla una idea que se traslada al equipo de guionistas gráficos, que trabajan en diferentes capítulos de forma simultánea. Durante todo el proceso se emplea animación tradicional rematada con entintado y pintura digital. Cuando el guion recibe la aprobación de Cartoon Network, se envía todo el material (bocetos, diseños y fondos) con instrucciones a un estudio de animación de Corea del Sur que completa el trabajo. Todo el proceso se hace bajo supervisión del equipo de producción desde Estados Unidos. Al terminarlo se envía de vuelta a Burbank para añadir las voces, música y efectos sonoros.

### Música
Los números de Steven Universe están compuestos por Rebecca Sugar, en colaboración con el resto del equipo de guionistas. Utilizando diferentes estilos como el pop o el soft rock, las canciones que suenan en los episodios están relacionadas con el argumento, aunque la autora asegura que es un recurso ocasional para no forzar la creatividad.
Los arreglos musicales corren a cargo de Aivi & Surasshu, dúo formado por la pianista Aivi Tran y el músico de chiptune Steven «Surasshu» Velema, que también son responsables de las melodías de fondo. Para los instrumentos de cuerda se recurre al compositor de videojuegos Jeff Ball.
Las canciones son interpretadas por los propios actores de voz, algunos de las cuales tienen experiencia en la música profesional. Estelle, la actriz que interpreta a Garnet, es una cantante británica de soul y R&B que ganó un Premio Grammy en 2009 a la mejor colaboración de rap por «American Boy». Y tanto Deedee Magno Hall (Perla) como Susan Egan (Rose) han sido actrices de teatro musical.
El soundtrack "Here Comes a Thought" está basado en el libro de autoayuda del Dr. Steven Hayes "Sal de tu mente, entra en tu vida", basado en los procesos de Flexibilidad Psicológica de la Terapia de Aceptación y Compromiso."Here Comes a Thought" | Steven Universe | Cartoon Network

### Actores de voz
El elenco original de Steven Universe está formado por actores de voz y cantantes. Steven es interpretado por Zach Callison, quien en el momento de grabar el primer episodio tenía dieciséis años. El resto de las voces de las Gemas de Cristal son Estelle (Garnet), Michaela Dietz (Amatista) y Deedee Magno Hall (Perla). Entre los personajes secundarios destacan nombres como el productor Tom Scharpling (Greg Universe), la humorista Kate Micucci (Sadie) y el actor Matthew Moy (Lars), entre otros. Artistas famosos como Aimee Mann, Nicki Minaj y Sinbad han hecho cameos en algunos episodios.
El doblaje para Hispanoamérica se graba en los estudios de Etcétera Group en Caracas (Venezuela) bajo la dirección de Ángel Lugo, mientras que en España las grabaciones corren a cargo del Estudio Deluxe 103 en Barcelona y Madrid bajo la dirección de Joaquín Gómez.
La siguiente tabla muestra los actores de voz, tanto los originales como las versiones de Hispanoamérica y España:
| Personaje                                                                                                   | Actor de voz                                      | Actor de doblaje (Hispanoamérica)                                       | Actor de doblaje (España)                      |
| Gemas de Cristal                                                                                            | Gemas de Cristal                                  | Gemas de Cristal                                                        | Gemas de Cristal                               |
| --- | ------------------------------------------------- | ----------------------------------------------------------------------- | ---------------------------------------------- |
| Steven Universe                                                                                             | Zach Callison                                     | Leisha Medina (1ª-5ª) Jorge Bringas (Película y Future)                 | Isabel Valls Miguel Antelo (canciones)         |
| Garnet Granate(España)                                                                                      | Estelle                                           | Rocío Mallo                                                             | Gemma Ibáñez Melisa González (canciones)       |
| Amatista | Michaela Dietz                                    | Stefani Villarroel                                                      | Meritxell Ané Laura Pastor (canciones)         |
| Perla | Deedee Magno Hall                                 | María José Estévez                                                      | Anna Romano María Caneda (canciones)           |
| Peridot Peridoto(España)                                                                                    | Shelby Rabara                                     | Sofía Narváez                                                           | Lidia Camino (1ª-3ª) Elisabet Bargalló (4ª-5ª) |
| Lapislázuli                                                                                                 | Jennifer Paz                                      | Andrea Navas                                                            | Berta Cortés Nuria Trifol                      |
| Rubí | Charlyne Yi                                       | Judith Noguera                                                          | Carmen Ambrós                                  |
| Zafiro | Erica Luttrell                                    | Arelys González                                                         | Nuria Trifol                                   |
| Bismuto | Uzo Aduba                                         | Ivette García(3ª) Alix Ramírez (EP. 156) Catherine J. Reyes (5ª-Future) | Marina García Guevara                          |
| Humanos |                                                   |                                                                         |                                                |
| Greg Universe                                                                                               | Tom Scharpling                                    | Henrique Palacios                                                       | Juan Carlos Gustems                            |
| Connie Maheswaran                                                                                           | Grace Rolek                                       | Yasmíl López (1ª-5ª) Navid Cabrera (5ª)                                 | Cristina Mauri                                 |
| Lars Barriga                                                                                                | Matthew Moy                                       | Ángel Lugo                                                              | Carlos Lladó                                   |
| Sadie Miller                                                                                                | Kate Micucci                                      | Karina Parra(1ª-3ª) Mariangny Álvarez (3ª-5ª)                           | Marina García Guevara                          |
| Gemas |                                                   |                                                                         |                                                |
| Rose Quartz/Diamante Rosado Rose Cuarzo/Diamante Rosado (Hispanoamérica) Cuarzo Rosa/Diamante Rosa (España) | Susan Egan                                        | Maythe Guedes                                                           | Gloria González                                |
| Diamante Amarillo                                                                                           | Patti LuPone                                      | Elena Díaz Toledo                                                       | Marta Barbará TBA                              |
| Diamante Azul                                                                                               | Lisa Hannigan                                     | Rebeca Aponte (1 episodio) Leisha Medina (resto)                        | Noemí Bayarri                                  |
| Diamante Blanco                                                                                             | Christine Ebersole                                | Aura Caamaño                                                            |                                                |
| Jaspe | Kimberly Brooks                                   | Valentina Toro                                                          | Teresa Manresa                                 |
| Perla Amarilla                                                                                              | Deedee Magno Hall                                 | María José Estévez                                                      | Anna Romano Marina García Guevara              |
| Perla Azul                                                                                                  | Deedee Magno Hall                                 | María José Estévez                                                      | Marina García Guevara Carmen Ambrós            |
| Perla Blanca                                                                                                | Christine Ebersole (controlada) Deedee Magno Hall | María José Estévez                                                      |                                                |
| Espinela | Sarah Stiles                                      | Dorisvell "Sheely" Costa                                                |                                                |
| Rubíes del Homeworld                                                                                        | Charlyne Yi                                       | Judith Noguera                                                          | Carmen Ambrós                                  |
| Aguamarine Aguamarina (Hispanoamérica y España)                                                             | Della Saba                                        | Angie Mallo                                                             | Carmen Ambrós                                  |
| Emerald Esmeralda (Hispanoamérica y España)                                                                 | Jinkx Monsoon                                     | Maite Bolívar                                                           | Chelo Vivares                                  |
| Fusiones |                                                   |                                                                         |                                                |
| Ópalo | Aimee Mann                                        | Aura Caamaño                                                            | Marina García Guevara                          |
| Sugilite Sugilita (España)                                                                                  | Nicki Minaj                                       | Lileana Chacón                                                          | Teresa Manresa                                 |
| Alejandrita                                                                                                 | Rita Rani Ahuja                                   | Valentina Toro (1 episodio) Antonia Toro                                | Marta Barbará                                  |
| Stevonnie                                                                                                   | Amanda Michalka                                   | Yojeved Meyer                                                           | Isabel Valls (EP.36) Cristina Mauri (T3 -?)    |
| Steg | Ted Leo                                           | Kevin García                                                            | N/A                                            |
| Malachite Malaquita (España)                                                                                | Jennifer Paz Kimberly Brooks                      | Andrea Navas (1°-2°) Valentina Toro (1°-3°)                             | Teresa Manresa                                 |
| Sardonyx Sardónice (España)                                                                                 | Alexia Khadime                                    | Claudia Álvarez                                                         | Teresa Manresa                                 |
| Smoky Quartz Smoky Cuarzo (Hispanoamérica) Cuarzo Ahumado (España)                                          | Natasha Lyonne                                    | Mariangny Álvarez                                                       | Marina García Guevara                          |
| Topaz Topacio (Hispanoamérica y España)                                                                     | Martha Higareda                                   | Kelly Viloria                                                           | Chelo Vivares                                  |
| Otros |                                                   |                                                                         |                                                |
| León | Dee Bradley Baker                                 | Henrique Palacios(algunos gestos)                                       | N/A                                            |

## Episodios
Cada episodio de Steven Universe dura once minutos y su estreno puede variar: normalmente se ofrece uno nuevo por semana, pero existen semanas temáticas (Steven Bomb) en las que se estrenan cinco episodios por cada día de la semana, para después hacer una pausa. La primera vez que se programó fue con motivo del final de la primera temporada y el comienzo de la segunda, del 9 al 13 de marzo de 2015. La temporada inicial constó de cincuenta y dos capítulos, pero a partir de la segunda se pasó a veintiséis episodios por temporada.
En la segunda temporada se hizo un crossover con Uncle Grandpa. Pese a que Steven Universe está dirigida a un público diferente, el carácter sobrenatural de ambas series propició la colaboración.
Junto a los capítulos normales, en julio de 2015 se estrenó una serie de cortometrajes llamada The Classroom Gems, en los que Perla, Amatista y Garnet explican a Steven la naturaleza, historia y habilidades de las gemas de cristal.
| Temporada | Temporada | Episodios | Episodios | Emisión original        | Emisión original        |
| Temporada | Temporada | Episodios | Episodios | Primera emisión         | Última emisión          |
| --------- | --------- | --------- | --------- | ----------------------- | ----------------------- |
|           | Piloto    | Piloto    | Piloto    | 21 de mayo de 2013      | 21 de mayo de 2013      |
|           | 1         | 53        | 53        | 4 de noviembre de 2013  | 16 de abril de 2015     |
|           | 2         | 25        | 25        | 13 de marzo de 2015     | 8 de enero de 2016      |
|           | 3         | 25        | 25        | 12 de mayo de 2016      | 10 de agosto de 2016    |
|           | 4         | 25        | 25        | 11 de agosto de 2016    | 11 de mayo de 2017      |
|           | 5         | 32        | 32        | 29 de mayo de 2017      | 21 de enero de 2019     |
|           | Película  | Película  | Película  | 2 de septiembre de 2019 | 2 de septiembre de 2019 |
|           | Future    | 20        | 20        | 7 de diciembre de 2019  | 27 de marzo de 2020     |

## Película
Se ha estrenado un largometraje sobre la serie, titulado Steven Universe: The Movie, producido por Cartoon Network Studios y distribuido por Warner Bros. Television. La cinta no tuvo distribución en salas, sino que fue estrenada directamente para televisión. El equipo de producción llevaba trabajando en ella desde 2018, confirmando la noticia en la Comic-Con de San Diego, poco después de que hubiesen terminado de producir la quinta temporada. El estreno tuvo lugar el 2 de septiembre de 2019.
El argumento de la película transcurre dos años después del final de la quinta temporada, con un Steven Universe que tiene 16 años y sigue viviendo en Beach City con las Gemas de Cristal. El pacífico mundo en el que viven se ve amenazado por la irrupción de Espinela, una antigua sirviente de Diamante Rosa en busca de venganza.

## Premios y nominaciones
| Año  | Premio                        | Categoría                                                                                            | Nominado                                                                              | Resultado |
| ---- | ----------------------------- | --- | ------------------------------------------------------------------------------------- | --------- |
| 2013 | Behind the Voice Actor Awards | Mejor interpretación de voz masculina por un niño                                                    | Zach Callison (como Steven)                                                           | Ganador   |
| 2014 | Premios Annie                 | Mejor diseño de personajes para televisión.                                                          | Danny Hynes y Colin Howard                                                            | Nominados |
| 2014 | Premios Annie                 | Mejor diseño de producción para televisión.                                                          | Steven Sugar, Emily Walus, Sam Bosma, Elle Michalka y Amanda Winterstein («Gem Glow») | Nominados |
| 2014 | Young Artist Awards           | Mejor interpretación de voz - Actor Joven                                                            | Zach Callison (como Steven)                                                           | Nominado  |
| 2014 | Behind the Voice Actor Awards | Mejor interpretación de voz femenina protagonista en una serie de televisión - Comedia/Musical       | Deedee Magno Hall (como Perla)                                                        | Ganadora  |
| 2014 | Behind the Voice Actor Awards | Mejor interpretación de voz femenina protagonista en una serie de televisión - Comedia/Musical       | Michaela Dietz (como Amatista)                                                        | Nominada  |
| 2014 | Behind the Voice Actor Awards | Mejor interpretación de voz femenina secundaria en una serie de televisión - Comedia/Musical         | Kate Micucci (como Sadie)                                                             | Nominada  |
| 2014 | Behind the Voice Actor Awards | Mejor interpretación de voz femenina en un rol especial en una serie de televisión - Comedia/Musical | Jennifer Paz (como Lapislázuli)                                                       | Ganadora  |
| 2014 | Behind the Voice Actor Awards | Mejor interpretación de voz femenina en un rol especial en una serie de televisión - Comedia/Musical | Susan Egan (como Rose Quartz)                                                         | Nominada  |
| 2014 | Behind the Voice Actor Awards | Mejor reparto de voces en una serie de televisión - Comedia/Musical                                  | Cast de Steven Universe                                                               | Ganadores |
| 2014 | Hall of Game Awards           | Caricatura más valorada                                                                              | Steven Universe                                                                       | Nominado  |
| 2015 | Premios Emmy                  | Mejor episodio corto en una serie de animación.                                                      | «Lion 3: Straight to Video»                                                           | Nominado  |
| 2015 | James Tiptree Jr. Award       | Lista de Honor                                                                                       | Rebecca Sugar, Steven Universe                                                        | Ganadora  |
| 2016 | Premios Annie                 | Mejor programa para TV de audiencia infantil                                                         | "Jail Break"                                                                          | Nominado  |
| 2016 | Premios Annie                 | Mejor dirección en una producción para televisión.                                                   | Ian Jones-Quartey (por "The Test")                                                    | Nominado  |
| 2016 | Premios Annie                 | Mejor storyboarding en una producción para televisión.                                               | Joe Johnston, Jeff Liu, and Rebecca Sugar (por "Jail Break")                          | Nominados |
| 2016 | Kids' Choice Awards           | Caricatura favorita                                                                                  | Steven Universe                                                                       | Nominado  |
| 2016 | Teen Choice Awards            | Mejor serie animada                                                                                  | Steven Universe                                                                       | Nominado  |
| 2016 | Premios Emmy                  | Mejor episodio corto en una serie de animación.                                                      | «The Answer»                                                                          | Nominado  |
| 2017 | GLAAD Media Awards            | Mejor serie de comedia                                                                               | Steven Universe                                                                       | Nominado  |
| 2017 | Teen Choice Awards            | Mejor serie animada                                                                                  | Steven Universe                                                                       | Nominado  |
| 2017 | Premios Emmy                  | Mejor episodio corto en una serie de animación.                                                      | «Mr. Greg»                                                                            | Nominado  |